# Pycreus rhizomatosus
Pycreus rhizomatosus är en halvgräsart som beskrevs av Charles Baron Clarke. Pycreus rhizomatosus ingår i släktet Pycreus och familjen halvgräs.
Artens utbredningsområde är Madagaskar. Inga underarter finns listade i Catalogue of Life.